# Prales Jizera
Přírodní rezervace Prales Jizera je chráněné území nacházející se v katastrálním území obce Hejnice v kraji Liberec, které je nejstarší přírodní rezervací na území Jizerských hor. Zaujímá vrcholovou část druhé nejvyšší hory na české straně Jizerských hor – Jizery – na východním konci Hejnického hřebene. Předmětem ochrany jsou zbytky převážně horské klimaxové smrčiny, balvanité sutě a vrcholové skalní bloky. Lesní porost byl významně poškozen imisemi a kůrovcem ve druhé polovině 20. století, načež zde došlo ke snaze oblast vrcholku opět zalesnit.

## Lokalita
Chráněné území se rozkládá na ploše 92,44 ha v katastrálním území města Hejnice. Rezervace se nachází v nadmořské výšce mezi 1000 až 1122 metrů. kolem vrcholu Jizery (1122 metrů), která je druhým nejvyšším vrcholem Jizerských hor. Ve vrcholové partii se nachází řada vystupujících skalních tvarů. Na jižní straně chráněného území se rozkládá velké balvanité suťovisko.

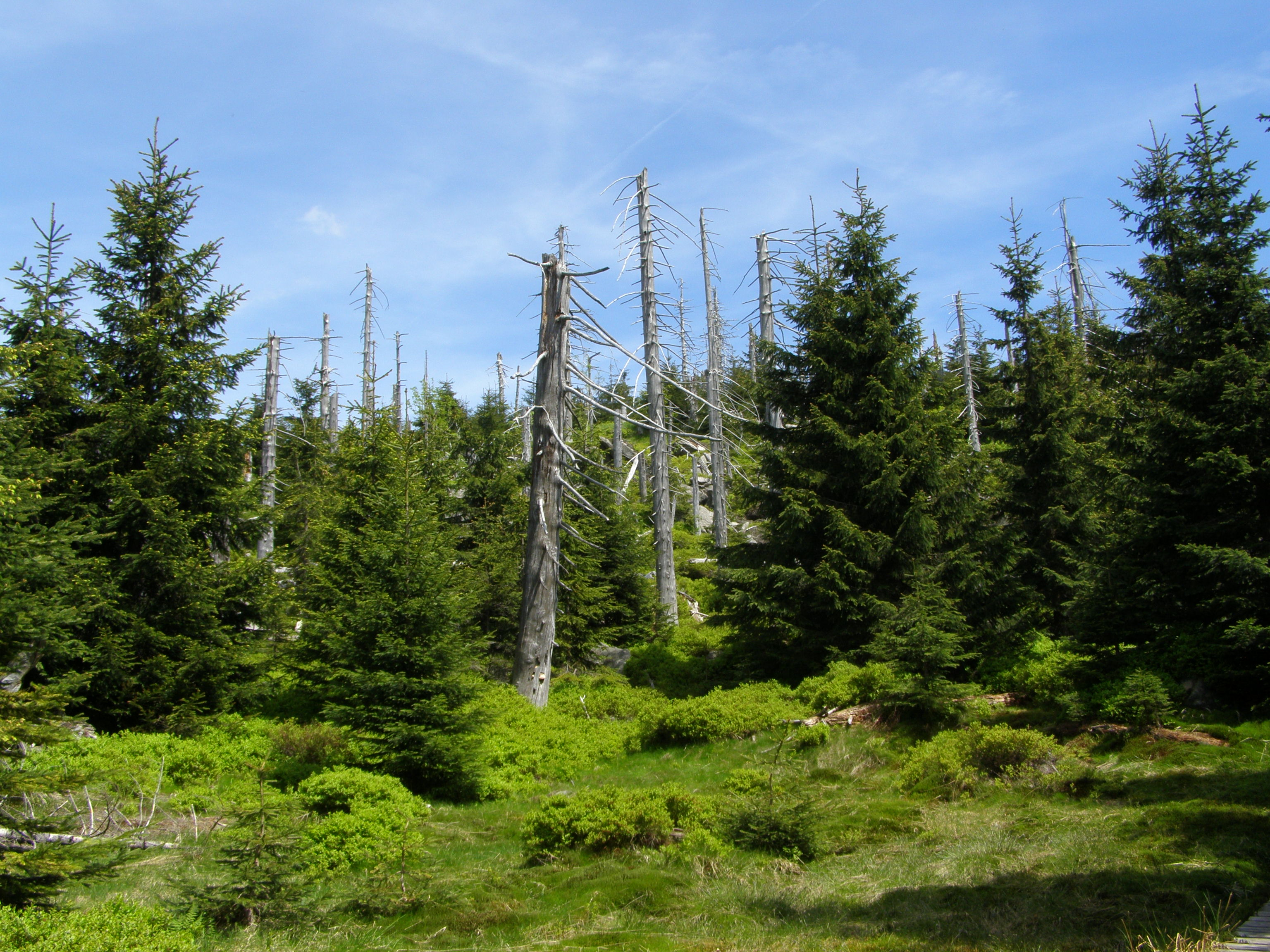
Zdravé smrkové porosty společně s odumřelými stromy vytvářející příhodné mikroklima pro obnovu lesa

Samotné území má protažený tvar ve východo-západním směru a jeho hranice kopíruje přibližně vrstevnice s výškou mezi 1000 až 1060 metrů. Okolo území se dle zákona rozkládá 50metrové ochranné pásmo.
Území je taktéž součástí chráněné krajinné oblasti Jizerské hory, dále ochranného pásma vodního zdroje II. stupně, ptačí oblasti Jizerské hory, vyhlášené v roce 2004, a evropsky významné lokality, přírodní rezervace Klečové louky.

## Historie
Z historického pohledu byl vrchol Jizery porostlý jehličnatými lesy. Předpokládá se, že vlivem nedostupnosti vrcholové partie byly zdejší lesy poznamenány jen minimální těžbou dřeva.
Přírodní rezervace byla vyhlášena 21. června 1960 výnosem 22.332/60-V/2 Ministerstvem školství a kultury ČSR, načež bylo 19. října 1965 tím samým subjektem přehlášeno. V době vyhlášení bylo pro vrcholovou partii typické, že se zde nacházely torza odumřelých stromů neobvyklých tvarů. V roce 1966 zasáhla úbočí Jizery vichřice, která vyvrátila starý porost přibližně na 30 ha rozlohy chráněného území. Více než dvě třetiny polámaných stromů bylo z lokality odtěženo, načež zde zůstala holina o rozloze 20 ha. V roce 1976 došlo následně k vytvoření plánu na umělé zalesnění vzniklých holin a to převážně za využití smrku stříbrného, dubu, břízy a jeřábu. K samotnému zalesnění došlo až v roce 1980. Další přehlášení proběhlo výnosem Ministerstva kultury ČSR ze dne 21. prosince 1987 a s datem účinnosti 29. prosince 1987. Zatím poslední přehlášení se odehrálo v souvislosti se změnou legislativy dne 11. června 1992 (s datem účinnosti 13. srpna 1992), kdy vešla v platnost prováděcí vyhláška 395/1992 Sb. Ministerstva životního prostředí ČR. Přírodní rezervace se tak stala nejstarším chráněným územím v oblasti Jizerských hor.

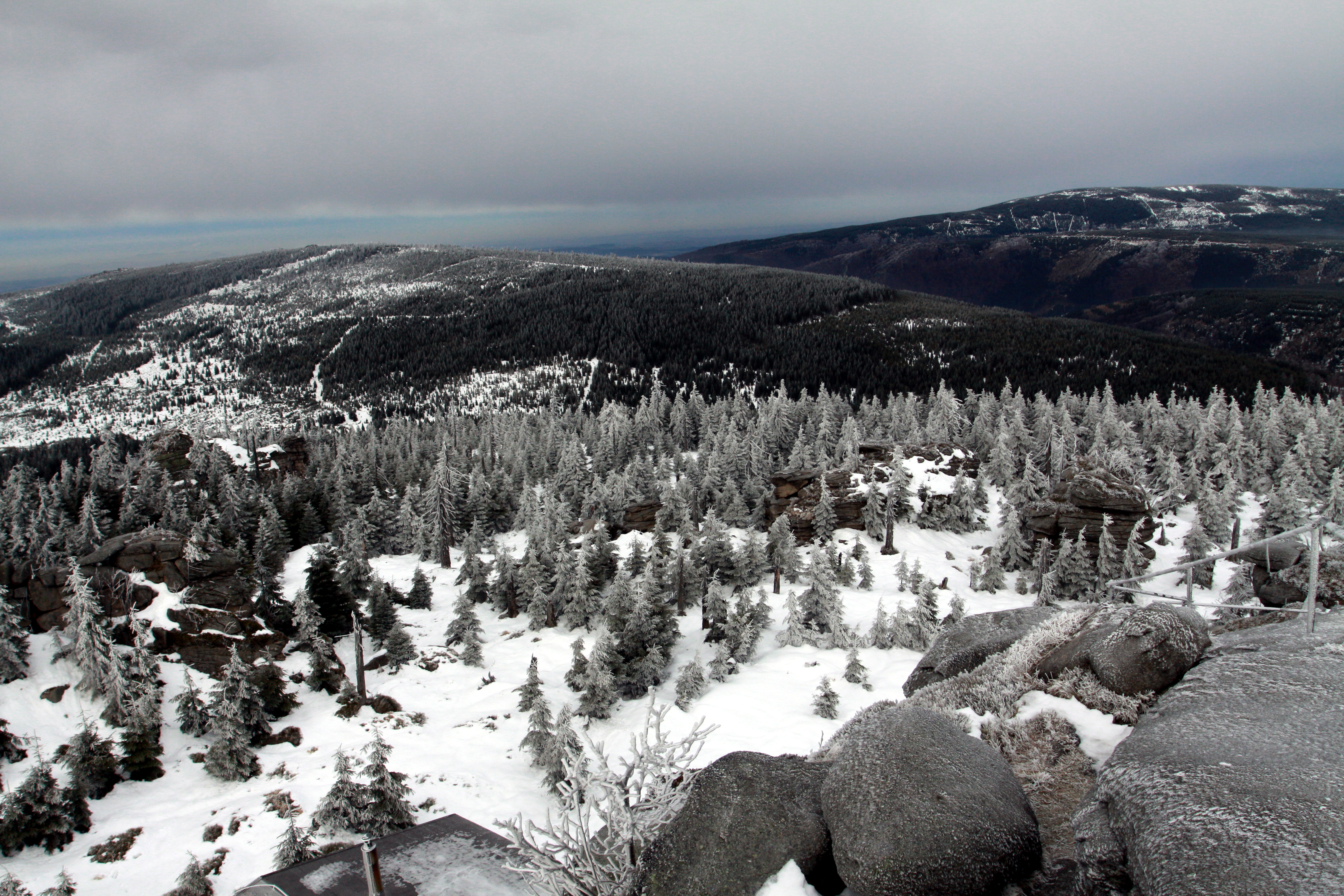
Výhled z vrcholku Jizery do okolí na porost přírodní rezervace

Zdejší les byl silně zdevastován ve druhé polovině 20. století, kdy se v oblasti nahromadily negativní dopady nadměrného znečištění atmosféry vlivem rozsáhlých průmyslových exhalací (převážně oxidu siřičitého) z polských a německých elektráren. Kyselé deště a následné okyselení půdy způsobily postupné oslabování a pozdější odumírání jednotlivých stromů, jejich četnější polomy, k čemuž se přidala kůrovcová kalamita kulminující mezi lety 1983 až 1986. Situace gradovala v osmdesátých letech 20. století. Silně zdevastovaný les byl následně odtěžen, vyjma oblasti přírodní rezervace, kde byla odumřelá torza stromů ponechána postupnému rozpadu. Les byl částečně (celkově na 45 ha rozlohy) mezi lety 1994 až 1995 obnoven výsadbou sazenic převážně z místních zdrojů, ale docházelo i k masivnímu sázení nepůvodního smrku pichlavého (Picea pungens) a kleče a smrku ztepilého z jiných oblastí Česka.
V roce 1980 a 1990 proběhl na lokalitě botanicky orientovaný inventarizační průzkum, v letech 1991 a 1994 probíhal výzkum střevlíkovitých brouků, následně mezi roky 1993 až 1999 výzkum pavouků. V roce 2001 pak inventarizační průzkum zaměřující se na rovnokřídlý hmyz.

## Přírodní poměry
V přírodní rezervaci se historicky vyskytoval převážně smrkový porost s příměsí jeřábu. Tento druh lesa se zde nachází téměř na mezním rozhraní svého přirozeného výskytu, což se odráželo ve vzhledu vzrostlých smrků. Ty byly převážně malého vzrůstu se silnými větvemi, které byly schopné odolávat nevhodným klimatickým podmínkám. Vystupující Jizerské hory působí jako výrazná překážka pro mračna, která zde kondenzují, což se projevuje na hojných srážkách dosahující ročního úhrnu mezi 1500 až 1700 mm. Průměrná roční teplota se pohybuje okolo 2,5 až 3 °C, v lednu se pak pohybuje teplota obvykle mezi −5,5 až 6 °C, v červnu naopak okolo 11,5 °C.
Z geomorfologického pohledu spadá území do Krkonošsko-jesenické soustavy, oblasti Krkonošské podsoustavy, celku Jizerského hory a okrsku Smědavská hornatina.

### Geologie

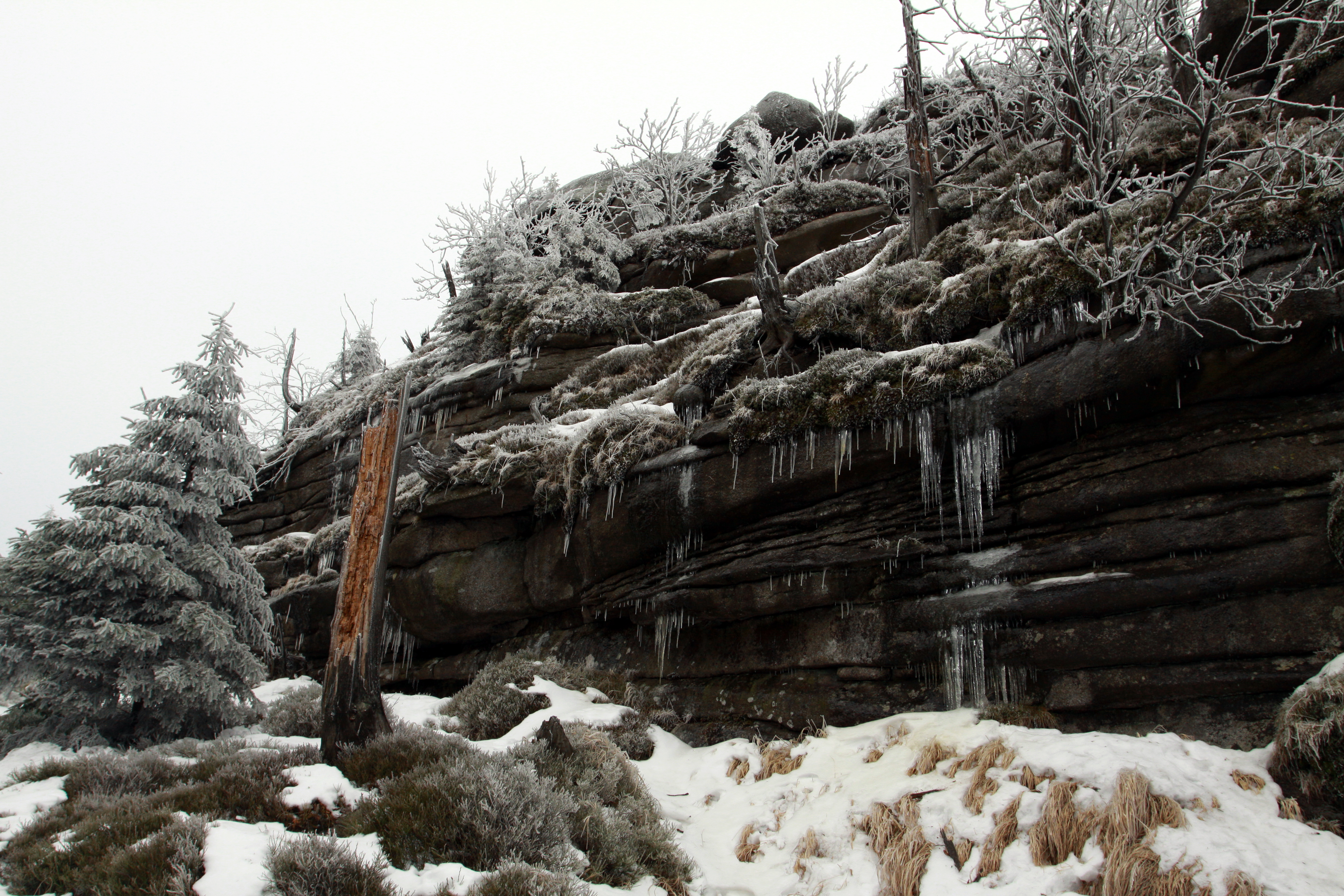
Pohled na jednu z vystupujících skal tvořenou porfyrickým granitem

Podloží lokality tvoří výrazně porfyrický granit variského stáří, který vystupuje na několika místech na povrch v podobě rozsáhlých skal. Dle jednoho průzkumu se jedná celkem o 13 samostatných skalních těles. Místy je porfyrický granit narušován drobnozrnnou variantou, ze které se vytvořily suťová pole zabírající přibližně 3 % rozlohy území. Skalní bloky ukazují známky mrazového zvětrávání, čímž vznikají jak balvanovitá pole, tak i mrazové sruby a srázy.
Půdní pokryv je tvořen chudými půdami, což je zapříčiněno minerálně chudým skalním podložím. Převažuje zde tedy hlavně podzol zrašeliněný pokrývající většinu území, dále místy taktéž regozem a glej rašelinělý.

### Hydrologie
Prales Jizera se nachází na hlavním evropském rozvodí, kdy voda ze severního části území odtéká do povodí Smědé a následně pak do Baltského moře. Oproti tomu jižní část je odvodňována řekou Desnou, která spadá do úmoří Severního moře. Nicméně v rámci samotné přírodní rezervace se žádný stabilní vodní tok nenachází, prameniště jsou situovány až vně chráněné území.

### Flora

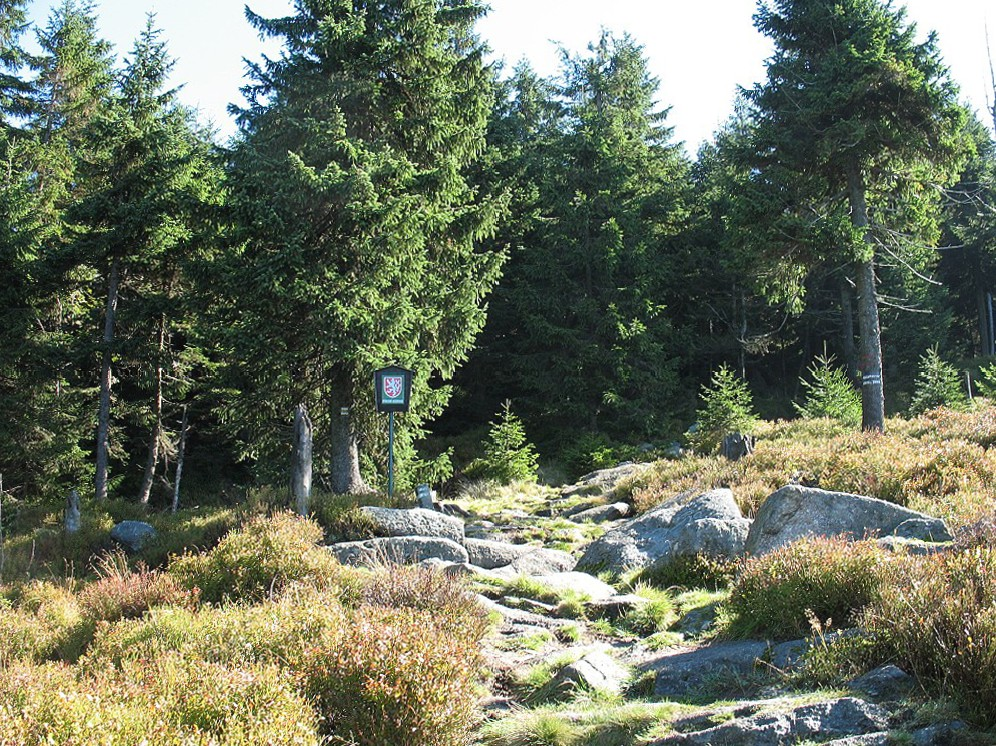
Hranice přírodní rezervace Prales Jizery na severozápadním úpatí Jizery

Lesní porost horských acidofilních smrčin se dle plánu péče nacházejí přibližně na 50 % chráněného území. Jsou tvořeny převážně stromy staršího a středního věku, kdy vzniká třtinová smrčina Calamagrostio villosae-Piceetum. Suťová pole jsou porostlé nesouvisle borůvčím, mechy, lišejníky a keři. Další 3 % pokrývá rašelinný les roztroušené převážně ve východní části území porostlé nepůvodní klečí.
Na území byla popsána celá řada druhů, jejichž komplexní výčet je dostupný v plánu péče. Jedná se například o tyto druhy: borovice kleč (Pinus mugo), kýchavice bílá Lobelova (Veratrum album), mléčivec alpský (Cicerbita alpina), hořec tolitovitý (Gentiana asclepiadea), šicha černá (Empetrum nigrum), vranec jedlový (Huperzia selago) či papratka horská (Athyrium distentifolium).

### Fauna
Z plazů se zde vyskytuje například silně ohrožená ještěrka živorodá (Zootoca vivipara) či kriticky ohrožená zmije obecná (Vipera berus).
Na lokalitě bylo pozorováno hnízdění křivky obecné (Loxia curvirostra), lindušky luční (Anthus pratensis), krkavce velkého (Corvus corax), ořešník kropenatý (Nucifraga caryocatactes). V okolních lesích žije i sýc rousný (Aegolius funereus) zalétávající na lokalitu.

## Ochrana

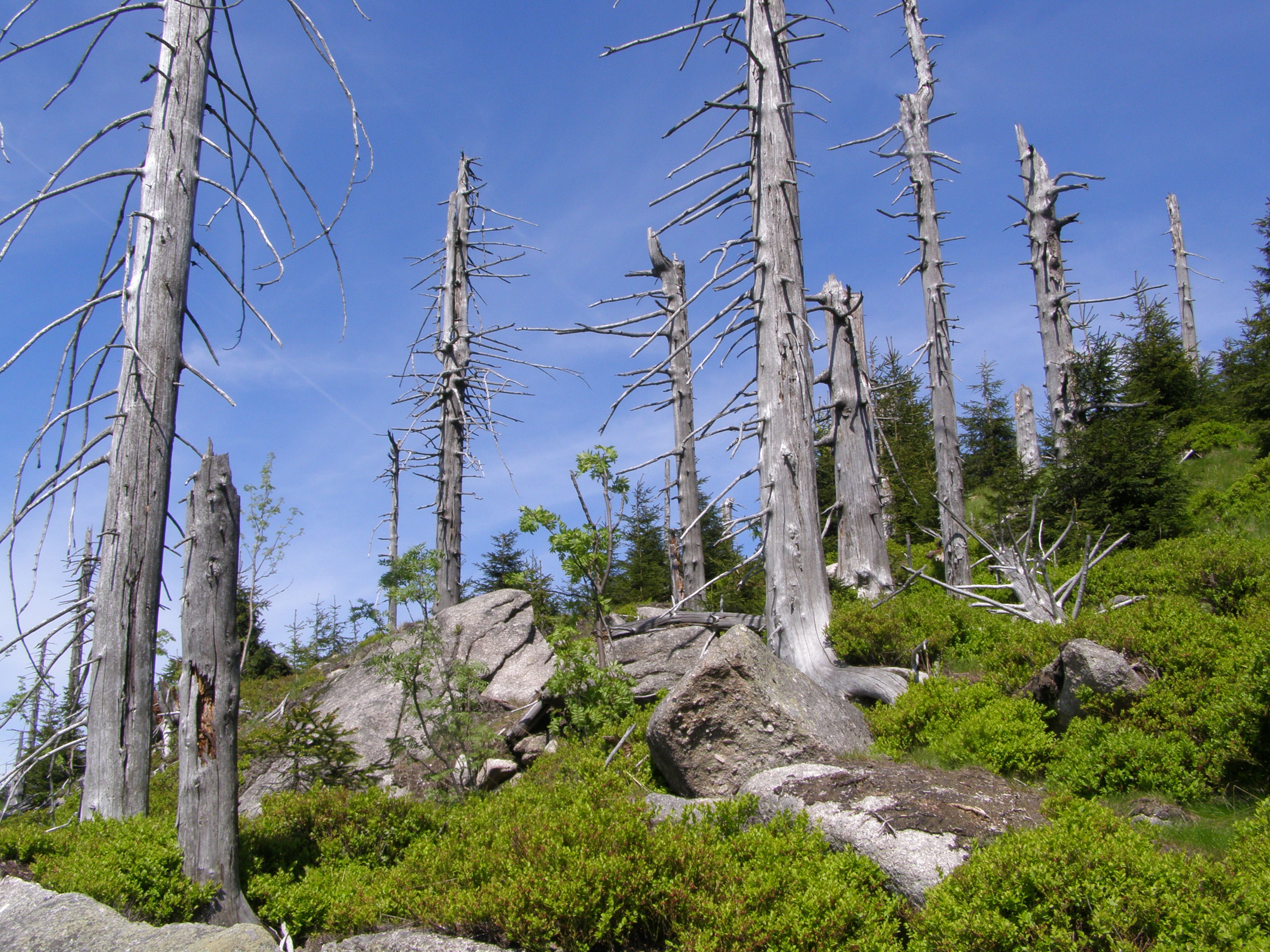
Přirozeně zmlazující porost vyrůstá pod torzy odumřelých stromů

V současnosti mladé smrkové porosty úspěšně dorůstají a les obnovuje přirozeným přírůstkem mladých smrčků ze semenáčů. Nicméně výsledkem tohoto procesu nebude obnova pralesa, ale přírodě blízkého lesa, respektive les směřující k pralesu. Cílem lesnických zásahů je snížit zastoupení dříve nevhodně zvolených druhu (již zmiňovaný smrk pichlavý a kleč) pro horský les a obnova původní dřevinné skladby.
Plán péče doporučuje, aby byla z lokality postupně zcela odstraněna nepůvodní kleč přibližně v horizontu 20 let, primárně na balvaništích a suťovištích.

## Turismus

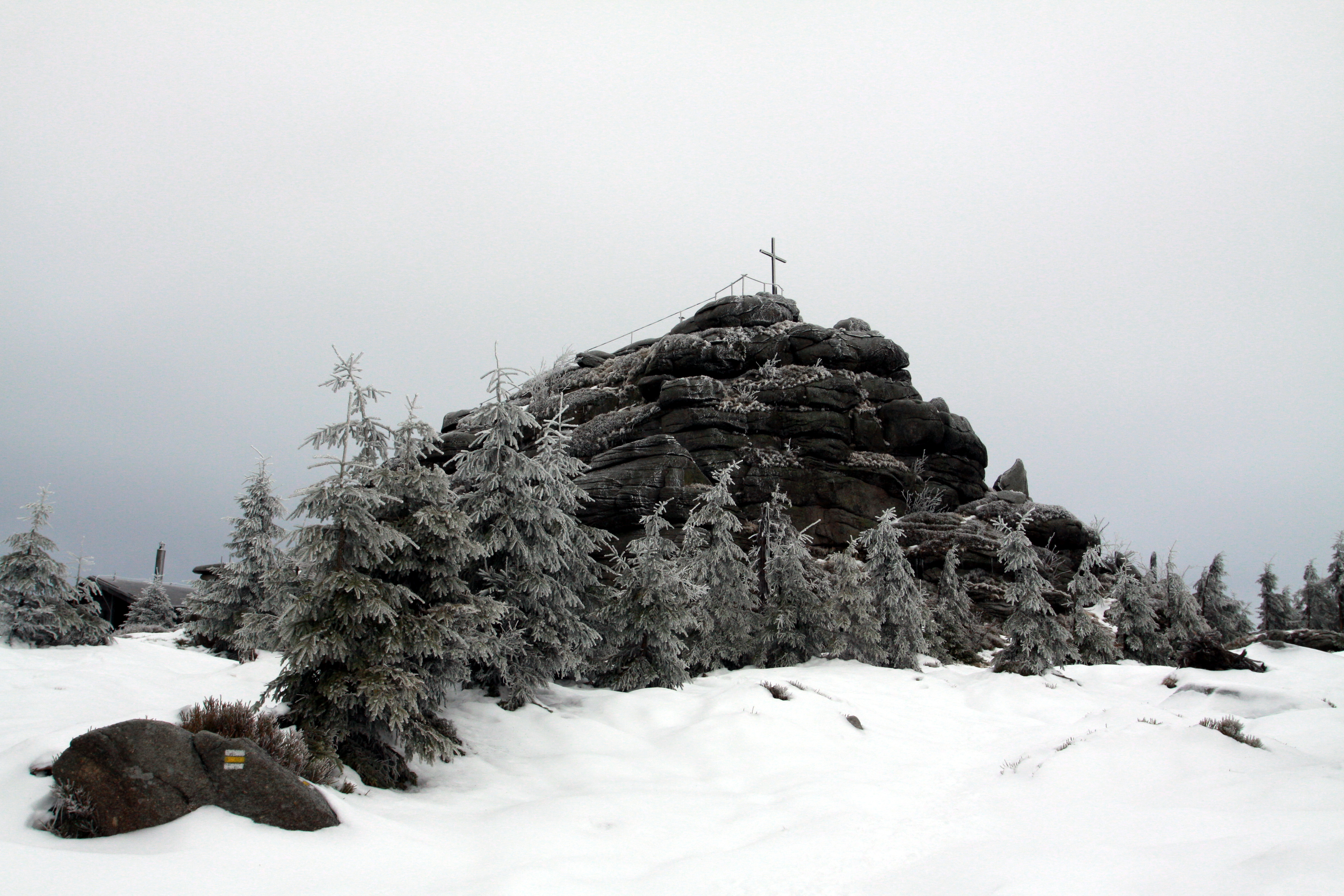
Nejvyšší skála hory Jizery osazená křížem a žebříkem pro usnadnění přístupu

Prales Jizery je přístupný pouze pro pěší, k vrcholu nevede žádná zpevněná pozemní komunikace. Nejvyšší vrchol je vybaven vyhlídkou s velkým dřevěným křížem, která je přístupná po žebříku. Území přírodní rezervace je dostupné po žlutě značené odbočce z hlavní červeně značené cesty, která vede sedlem podél Bílé Smědé.